# Carl Robie
Pour les articles homonymes, voir Robie.
Carl Robie (né le 12 mai 1945 à Darby en Pennsylvanie - mort le 30 novembre 2011) est un nageur américain.

## Jeux olympiques
- Jeux olympiques d'été de 1964 à Tokyo 
  -  Médaille d'argent du 200 m papillon.
- Jeux olympiques d'été de 1968 à Mexico 
  -  Médaille d'or du 200 m papillon.